# Турбоне (Фиренца)
Турбоне је насеље у Италији у округу Фиренца, региону Тоскана.
Према процени из 2011. у насељу је живело 373 становника. Насеље се налази на надморској висини од 40 м.